# Heorogar
Heorogar fu un leggendario re danese che appare solo nel poema epico in antico inglese Beowulf come il figlio maggiore di Healfdene (Halfdan) e il fratello di Hroðgar (Hroar) e Halga (Helgi). I nomi fra parentesi sono i nomi norreni degli stessi personaggi.
Al contrario di Halga, Hroðgar, Healfdene e Heoroweard (il figlio di Heorogar), Heorogar non appare in alcuna fonte norrena. Tuttavia la sua esistenza può spiegare perché Heoroweard, secondo la tradizione scandinava, si ribellò a Hroðulf (Hrólfr Kraki, figlio di Halga) e lo uccise. Essendo figlio di Heorogar, il primogenito di Healfdene, Heoroweard aveva più diritto di Hroðulf di ascendere al trono di Danimarca.